# Omikron
Das Omikron (deutsch [ˈɔmikʁɔn] oder [ˈoːmikʁɔn], von lateinisch omicron, über Koine von altgriechisch  [ò mīkrón „kleines O“ im Sinn von „kurz gesprochen“], vergleiche Omega; Majuskel Ο, Minuskel ο) ist der 15. Buchstabe des griechischen Alphabets. Es bezeichnet nach dem milesischen System den Zahlwert 70.

## Herkunft

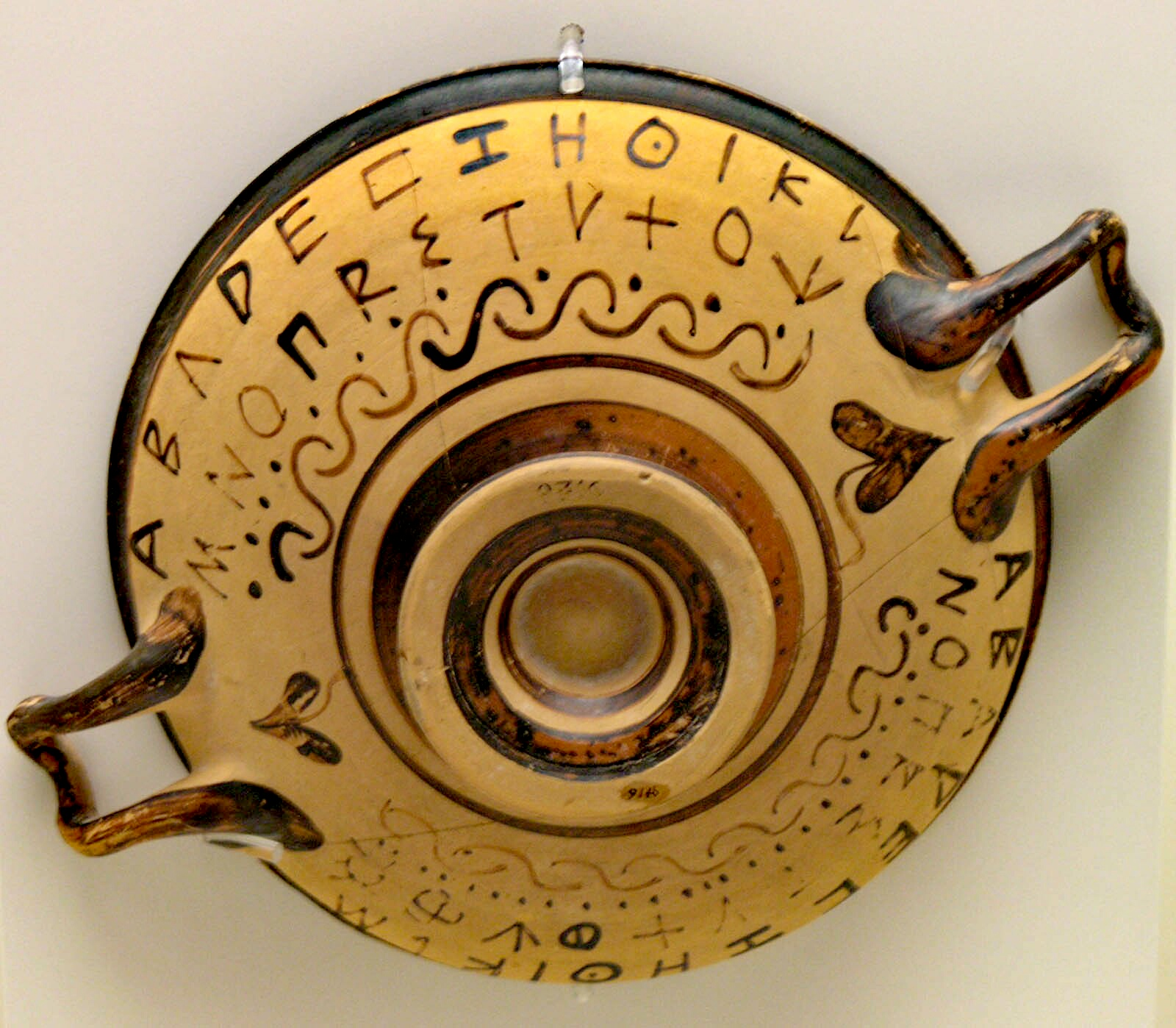
Griechisches Alphabet, das auf einer attischen Schwarzfigurenschale mit schwarzen Figuren gemalt ist; das Omikron ist an dritter Stelle in der zweiten Zeile zu sehen. Es gleicht dem Omega am Ende dieser Zeile.

„Omikron“ bedeutet wörtlich übersetzt „kleines o“, im Gegensatz zum Omega, dem „großen O“. Der Buchstabe Omikron hat seinen Ursprung im entsprechenden Buchstaben des phönizischen Alphabets 𐤏. Das Zeichen kommt von dem Konsonanten Ajin, dem die Griechen den Vokalwert „o“ gaben. Es ist einer der wenigen Buchstaben, bei denen die Griechen den semitischen Buchstabennamen nicht übernahmen. In der ionischen Variante der griechischen Schrift wurde später für das lang gesprochene [oː] ein neuer Buchstabe eingeführt, der eine Modifikation des ursprünglichen O war. Der Name „Omikron“ wurde im Mittelalter geprägt, um den ursprünglichen Buchstaben vom neuen Omega zu unterscheiden. Davor wurde der Buchstabe einfach als „o“ bezeichnet. Wie die Namen der anderen Buchstaben hat auch „o“ im Griechischen keine besondere Bedeutung. Das ursprüngliche O behielt seine Stellung im Alphabet; der lange O-Laut erhielt später den Namen Omega („großes O“) und wurde am Ende des griechischen Alphabets angefügt, als letzter von mehreren Zusatzbuchstaben, um die die Griechen ihr Alphabet erweiterten. Aus dem Omikron entwickelte sich über die etruskische Schrift das lateinische O, bei dem dann der griechische Buchstabenname wegfiel. Das kyrillische O ist ebenfalls aus dem Omikron entstanden.
Der phönizische Buchstabe stammt möglicherweise aus dem protosinaitischen Alphabet, einer Schrift, die vor mehr als 3500 Jahren auf dem Sinai verwendet wurde. In der protosinaitischen Schrift ist der Buchstabe das Symbol für ein Auge. Mit der Zeit veränderte sich die Pupille in einen Strich und ist später ganz verschwunden; bereits im phönizischen Alphabet wurde aus dem Augen-Symbol ein Kreis. Bei den Phöniziern erhielt der Buchstabe den Namen ʕain (Auge). Die protosinaitische Schrift stammt ihrerseits wahrscheinlich von einigen ägyptischen Hieroglyphen ab; die Hieroglyphe, auf der der phönizische Buchstabe basiert, würde „Auge“ bedeuten.
| Auge (protosinaitisch) |
| Auge (protosinaitisch) |

Die Schreibweise des Omikron variiert an verschiedenen Orten kaum, es gibt jedoch einige Varianten:
Achaia, Arkadien, Argos, Attika, Böotien, Korinth, Kreta, Delos, Ägina, Euböa, Ionien, Ithaka, Lakonien, Megara, Milos, Naxos, Rhodos, Santorin, Sikyon, Thessalien, Tiryns.
Knidos, Milos
Paros

## Verwendung
Neben seiner Verwendung als Buchstabe in griechischen Texten wird das Omikron gelegentlich in wissenschaftlichen Notationen verwendet; doch ist seine Verwendung, etwa zur Bezeichnung von Variablen in mathematischer Schreibweise, begrenzt, da es sowohl als Groß- als auch als Kleinbuchstabe (Ο, ο) nicht vom lateinischen Buchstaben „oh“ (O, o) und nur schwer von der indisch-arabischen Ziffer „Null“ (0) zu unterscheiden ist.

### Astronomie
Im Almagest des Claudius Ptolemäus (um 100–170) sind die Tabellen der Sexagesimalzahlen 1 … 59 in der für griechische Zahlen üblichen Weise dargestellt: ′α … ′νθ. Da der Buchstabe Omikron (der im thesischen Zahlensystem für 70 (′ο) steht, siehe Abschnitt Mathematik) im Sexagesimalsystem nicht verwendet wird, wurde er zur Darstellung einer leeren Zahlenzelle umfunktioniert. In einigen Übertragungen wurde die Zelle einfach leer gelassen (nichts vorhanden → Wert ist gleich null); aber um Kopierfehler zu vermeiden, wurde oft die positive Kennzeichnung einer Nullzelle mit einem Omikron bevorzugt, so wie in modernen Tabellen in leere Zellen ein waagerechter Strich (Halbgeviertstrich (–) oder Geviertstrich (—)) eingesetzt wird. Sowohl ein Omikron als auch ein waagerechter Strich weisen darauf hin, dass die Zelle nicht etwa irrtümlich, sondern absichtlich keine Zahl enthält.
Omikron ist die Bayer-Bezeichnung des fünfzehnten Sterns eines Sternbilds (wobei die Ordnungszahl in unregelmäßiger Weise sowohl von der Helligkeit als auch von der Himmelsposition des Sternes abhängt). Zu diesen Sternen gehören beispielsweise Omikron Ceti (ο Cet), Omikron1 Eridani (ο1 Eri), Omikron Leonis (ο Leo), Omikron Persei (ο Per), Omikron Piscium (ο Psc) und Omikron Ursae Majoris (ο UMa).

### Mathematik
Die griechische Schreibweise von Zahlen benutzt, ähnlich wie die römische Zahlschrift, griechische Buchstaben in der Funktion von Ziffern. Omikron steht im milesischen Zahlensystem für die Zahl 70 und im thesischen Zahlensystem oder „Thesis-System“ für die Zahl 15, entsprechend seiner Stellung (thesis) im griechischen Alphabet.
Das 1894 von Paul Bachmann eingeführte und 1909 von Edmund Landau popularisierte Großes-O-Symbol, das ursprünglich für Ordnung stand und somit ein lateinischer Buchstabe war, wurde von Donald E. Knuth 1976 als ein großes Omikron betrachtet, wahrscheinlich in Bezug auf seine Definition des Großes-Omega-Symbols. Weder Bachmann noch Landau nennen es jemals „Omikron“; in Knuths Arbeit taucht diese Bezeichnung nur einmal im Titel auf.

### Medizin
In der Medizin wird die Variante B.1.1.529 des Coronavirus SARS-CoV-2, das die Krankheit COVID-19 verursacht, mit dem Buchstaben Omikron bezeichnet. Bereits bei den zuvor aufgetretenen Varianten war es üblich, die Namen der griechischen Buchstaben auszuschreiben, also z. B. „Variante Delta“ anstelle von „Variante δ“. Damit ist die Gefahr einer Verwechslung aufgrund der optischen Ähnlichkeit des griechischen Omikrons mit dem lateinischen Buchstaben O und der Ziffer 0 von vornherein ausgeschlossen. Bei der Vergabe der Bezeichnung Omikron wurden die im griechischen Alphabet vorangehenden Buchstaben Ny und Xi übersprungen. Dies geschah, um im Englischen Verwechslungen des Buchstabens Ny (englisch Nu) mit dem gleich ausgesprochenen Wort new (deutsch: „neu“) zu vermeiden bzw. weil „Xi“ im chinesischen Sprachraum ein häufiger Familienname ist.

### Weitere Verwendung
- Omikron-Ypsilon-Ligatur, Buchstabenkombination aus Omikron und Ypsilon des griechischen Alphabets, siehe Ȣ
- Omikron BASIC, Programmiersprache, die sich vor allem durch mathematische Fähigkeiten inklusive 19-stelliger Rechengenauigkeit sowie durch ein neuartiges Interpreter-Konzept auszeichnete
- The Nomad Soul, Computerspiel, mit dem Originaltitel Omikron: The Nomad Soul, dessen Soundtrack von David Bowie komponiert wurde
- Omikron Kleinauto GmbH, entstanden aus der Omega Kleinautobau GmbH, deutscher Automobilhersteller (1921–1925). Das von dem Hersteller produzierte  „Omikron-Kleinauto“ hatte drei Vorwärts- und einen Rückwärtsgang sowie Kardanantrieb zur Hinterachse.[8]
- Operation Omikron, Science-Fiction-Roman des deutschen Schriftstellers Alfred Bekker
- Omikron-Inseln, Inselgruppe im Palmer-Archipel in der Antarktis